# 川野太郎
川野 太郎（かわの たろう、1960年4月11日 - ）は、日本の俳優。山口県吉敷郡小郡町（現：山口市小郡）出身。身長178cm。血液型はB型。早稲田大学教育学部体育学専修卒業。所属事務所はグリーンメディア。

## 来歴
山口県鴻城高等学校を卒業し、浪人（天王寺予備校）を経て早稲田大学へ入学。
1985年、NHK連続テレビ小説『澪つくし』で俳優デビュー。ヒロイン・沢口靖子の相手役・吉武惣吉役に抜擢され、一躍ブレイク。本作は最高視聴率55.3%を記録し、沢口を相手に、役の上で初のキスシーンも演じた。
以後端正なルックスで人気を集め、1986年のドラマ『武蔵坊弁慶』（NHK）、1990年のドラマ『代表取締役刑事』（テレビ朝日系）、1999年からは『キッズ・ウォー』（TBS系）にて父親役を好演するなど活躍。『温泉へ行こう!』『大好き!五つ子』と並ぶ人気シリーズとなった。
また『スーパーモーニング』（テレビ朝日系）では司会を2年半務め
、『料理バンザイ!』（テレビ朝日系）での「たまに行くならこんな店」のレポーターも12年間務めるなど俳優業以外でも活動（食事をする際の姿勢が大変良く、多くの評論家から「彼からマナーを学ぶべき」と絶賛された）。
2020年3月31日、オスカープロモーションを退社。同年10月1日、イトーカンパニーへ所属。
2024年3月31日、イトーカンパニーを退社。同年4月よりグリーンメディア所属。

## 人物

### 学生時代
小学校ではやんちゃ坊主で毎日のように怒られていたが、子供の頃から運動神経が良くサッカーや野球をしていた。入学した中学にサッカー部がなかったことから野球部に入部。高校でも野球部に所属し、3年生の春に県大会決勝で津田恒実も登板した南陽工と対戦して準優勝、その後の中国地区大会で優勝している。
大学でも野球部に所属し、ポジションは二塁手だった。ただしほとんど活躍できず、リーグ戦では、2回代打として出場したものの凡退したほか代走1回に終わった。大学時代の野球部の同期には和泉実と木暮洋がいた。

### 役者の道へ
大学2年生の頃に仲代達矢主宰の無名塾に興味を持ったが、親から大学卒業を説得されて一旦取りやめた。その後4年生の頃に留年が決まり、「自分は将来どうなりたいのか」と考えた末、改めて俳優を目指し始める。野球部を引退した4年生の秋に演劇研究所に通い始め、5年生の時に残りの単位を取りながら芝居と歌のレッスンを受けた。
5年生の9月頃、朝ドラ『澪つくし』に「オーディションというものを一度経験してみよう」と気軽に応募した所、思いがけず合格。ちなみに中学生以来ずっと丸刈りで、大学4年で野球部を引退してようやく髪の毛を伸ばしかけた所、オーディション合格後に同役が丸刈りの設定と知り、しばらくは丸刈りの生活が続くこととなった。

### 結婚
1981年、21歳の時に横浜市内を男友達と2人で歩いているとキャッチセールスに絡まれ、前方から来た若い女性2人に助けられた。その後大学の合宿先だった軽井沢で、上記女性の1人と偶然に再会して縁を感じて交際に発展。5年生の頃に役者になるためのレッスンや『澪つくし』の出演で多忙となり、恋人となかなか会えない状態となったが、時々電話でやり取りして愛を育んだ。
その後もそこそこドラマや映画に出るようになったが、役者業で恋人を養っていけるかまだ不安があったため、結婚に踏み切れないまま数年を過ごした。しかし交際9年を迎えた頃、『代表取締役刑事』の共演者である渡哲也の助言により背中を押され、ようやく1991年に結婚した（結婚式はドイツのボーデン湖畔の教会で行ったとされる）。1995年に長男、1998年に長女が生まれた。

### その他
出身の縁から「山口ふるさと大使」に任命された。
俳優志望の長男・川野雄平は文学座研究生。
本人が後から聞いた話では、『澪つくし』の応募に写真を提出した際、既に締め切りが過ぎていたという。しかし、当時惣吉役のイメージにピタっとくる人がなかなかおらず、川野の写真を見たスタッフが応募者のファイルに内緒で挟んでくれたおかげで、オーディションを受けることができたとのこと。
先述の通り渡哲也の助言を受けて結婚を決意したが、その後『スーパーモーニング』の司会を引き受けるか迷った際も、渡から助言されたことから出演を決めた。

## 出演

### テレビドラマ
NHK
- 連続テレビ小説（総合）
  - 澪つくし（1985年） - 吉武惣吉 役
  - すずらん（1999年） - 日高光太郎 役
- ふたりで旅を フルムーン・ハネムーン（1986年1月4日、総合）
- 武蔵坊弁慶（1986年、総合） - 源義経 役
- 銀河テレビ小説（総合）
  - わが歌ブギウギ（1987年） - 花森英介 役
- 土曜ドラマ（総合）
  - 家族の値段（1990年） - 叶 役
  - 新十津川物語 昭和編（1992年） - 花房晴男 役
- 大河ドラマ（総合）
  - 炎立つ（1993年 - 1994年） - 安倍宗任 役
  - 花の乱（1994年） - 後土御門天皇 役
  - 北条時宗（2001年） - 少弐景資 役
  - 功名が辻（2006年） - 榊原康政 役
  - 天地人（2009年） - 榊原康政 役
  - 軍師官兵衛（2014年） - 滝川一益 役
- ドラマ新銀河（総合）
  - たにんどんぶり（1996年） - 秋山直樹 役
- 新・半七捕物帳 第17話「張子の虎」（1997年、総合）- 石原の常蔵 役
- 上杉鷹山-二百年前の行政改革-（1998年、総合） - 木村高広 役
- 坂の上の雲 第三部（2011年、総合） - 豊島陽蔵 役
- 土曜ドラマスペシャル「神様の女房」第3話（2011年10月15日、総合） - 海軍大佐 役
- 正月時代劇御鑓拝借〜酔いどれ小籐次留書〜（2013年1月1日、総合） - 新渡戸勘兵衛 役
- 広島発!地域ドラマ・戦艦大和のカレイライス（2014年、NHK広島） - 高戸一久 役
- 伝七捕物帳 第3話（2016年7月29日、BSP） - 秋月 役
- ツバキ文具店 〜鎌倉代書屋物語〜 第2話（2017年4月21日、総合） - 時枝シェフ 役
- ぬけまいる〜女三人伊勢参り 第4話「朝顔が連れてきた女の意地」・第5話「朝顔と男の笑顔に負ける」（2018年11月24日・12月1日、総合） - 助三郎 役

日本テレビ系
- 木曜ゴールデンドラマ（よみうりテレビ）
  - 看護婦物語 いのち、ここに燃えて（1986年1月16日）
  - 看護婦物語II（1987年12月27日）
- 27才・LOVE気分（1988年） - 譲治 役
- 野望の国 嵐の章（1989年） - 伊藤博文 役
- 火曜サスペンス劇場
  - ウエディングベルが聞こえる（1989年6月20日） - 小松太平 役
  - 絵を買う女（1989年8月22日） - 小田弘志刑事 役
  - 香子の夢 コンパニオン殺人事件（1989年12月5日） - 芝田順平 役
  - 誕生石（1990年6月5日） - 村越文夫 役
  - わが町I - X（1990年 - 1998年） - 栗山隼人 役
  - 刑事・鬼貫八郎1 - 3（1993年 - 1994年） - 丹那孫六 役
  - 監察医・室生亜季子第37作「最後の解剖」（2007年3月27日） - 山崎親一 役
- 年末時代劇スペシャル風林火山（1992年12月31日） - 武田信繁 役

TBS系
- 東芝日曜劇場
  - 第1603回「君の涙が見える」（1987年9月27日）
  - 第1684回「春が来た」（1989年4月30日）
- 水戸黄門
  - 第19部 第14話「恩讐越えた一刀彫 -米沢-」（1989年12月25日） - 仙波兵馬 役
  - 第42部 - 大久保高次 役
    - 第1話「お前は助さん 俺は格さん -江戸-」（2010年10月11日）
    - 第11話「大晦日、都で悪の大掃除 -京-」（2010年12月20日）
    - 第16話「一触即発、お家騒動! -高松-」（2011年2月7日）
- 月曜ドラマスペシャル
  - 消された航跡（1989年10月9日）
  - 盲目主婦・山科冬子 私は夫に殺される!（1999年5月17日） - 布石和宏 役
- いつか誰かと（1990年）
- キッズ・ウォー1 - 5（1999年-2003年、CBC） - 今井大介 役
- ガチバカ!（2006年） - 教育委員会教育長 小室 役
- ママの神様（2008年、CBC） - 田中夏夫 役
- 月曜ゴールデン
  - ヤメ判 新堂謙介 殺しの事件簿3（2014年5月26日） - 柳原英生 役
- 月曜名作劇場
  - 天下御免トラック野郎 銀ちゃんの事件街道!（2016年9月26日） - 須田靖 役

フジテレビ系
- 戦艦大和（1990年8月10日） - 臼見磐大尉 役
- 金曜プレステージ
  - 浅見光彦シリーズ36 鐘（2010年1月8日） - 田野倉善三 役
  - 検事・霞夕子2 無関係な死（2011年9月2日） - 宮田慶吾 役
  - 十津川刑事の肖像7 十津川警部の初恋（2013年6月21日） - 小原良治 役
- ROAD TO EDEN（2017年、フジテレビオンデマンド[注 4]） - カイトの父 役

テレビ朝日系
- ザ・ハングマン6→ハングマンGOGO (1987年、朝日放送） - スポット/草間哲平 役
- 次郎長三国志東海道の暴れん坊（1988年1月3日） - 小政 役
- 花ふぶき女スリ三姉妹III（1989年、朝日放送） - スリ 役
- 代表取締役刑事（1990年10月 - 1991年9月） - 松本正義 役
- 素浪人無頼旅（1991年） - 六車大八 役
- 土曜ワイド劇場
  - 終着駅シリーズ（1992年-1994年）- 大上達夫 役
  - 検事・朝日奈耀子10（2011年） - 坂本邦夫 役
  - タクシードライバーの推理日誌35（2014年） - 沼田令次 役
  - 特捜セブン〜警視庁捜査一課7係（2016年） - 荒木一課長 役
  - 鉄道捜査官16 富士河口湖・同窓会ツアー連続殺人!（2016年） - 平山章一 役
- はぐれ刑事純情派 第11シリーズ第5話（1998年4月29日）
- 7人の女弁護士（2006年） - 山下孝夫 役
- 臨場 続章 第4話（2010年） - 柳井昌一郎 役
- 京都地検の女 第6シリーズ（2010年） - 松尾保 役
- 相棒
  - season12 第10話「ボマー」（2014年1月1日） - 柳沢晃 役
  - season16 第3話「銀婚式」（2017年11月1日） - 瀬川巧 役
- 日曜ワイド
  - 再捜査刑事・片岡悠介10（2017年） - 北林昭一郎 役
- 仮面ライダージオウ 第35・36話（2019年5月12・19日） - 菊池太陽 役
- 白い巨塔 (2019年のテレビドラマ) 第四夜（2019年5月25日） ‐ ドラッグストア経営 野田和夫
- 日曜プライム
  - 陰陽師（2020年） - 小野好古 役

テレビ東京系
- 月曜・女のサスペンス「札束は死と消えて」（1992年1月20日）
- 映画みたいな恋したい「ペーパームーン」（1992年2月8日）
- 女たちの名古屋城 ああ、子が欲しい! 尾張徳川家世継ぎをめぐり激しく生き激しく愛した女たち!!（1994年11月15日） - 徳川義直 役
- 水曜ミステリー9
  - 多摩南署たたき上げ刑事・近松丙吉6（2006年） - 駿河日報 記者 成島謙三 役
  - 北アルプス山岳救助隊・紫門一鬼8（2006年） - 貿易会社「ハート貿易」経営 宮城耕司 役
  - 旭山動物園シロクマ園長 命の事件簿2（2008年） - 河野大蔵 役
  - 捜査検事・近松茂道11（2012年） - 警視庁捜査一課 刑事 佐竹哲夫 役
  - 湯けむりドクター華岡万里子の温泉事件簿7（2013年） - フルーツプロデューサー 霞沢精二 役
  - ガンリキ 警部補・鬼島弥一3（2013年） - FMB投資信託 総務課長 三田村圭介 役
  - 旅行作家・茶屋次郎12（2014年） - 坂上友三郎 役
- 経済ドキュメンタリードラマ ルビコンの決断第26回「巨人軍　復活への道」（2009年10月29日） - 読売巨人軍スカウト部長 山下哲治 役
- 松本清張ミステリー時代劇 第2話「七種粥」（2015年、BSジャパン） - 文七 役
- サスペンス特別企画「仮釈放の条件 出口の裁判官 岬真斗香」（2016年3月13日） - 守口吟平 役
- 犯罪の回送（2018年） ‐ 北海道北浦市市長 春田英雄 役
- ウルトラマンブレーザー 第11話・第12話（2023年9月23日・9月30日） - 源川稔 役
- 晩酌の流儀3 第5話（2024年7月27日） - 仙田 役[4]

### 映画
- 二十四の瞳（1987年） - 礒吉 役
- 恋はいつもアマンドピンク（1988年） - 広野宮彦 役
- 千利休 本覺坊遺文（1989年） - 千宗旦 役 ※ヴェネツィア国際映画祭サン・マルコ銀獅子賞受賞作品
- 斬殺せよ 切なきもの、それは愛（1990年） - 丹下 役
- おあずけ（1990年） - 山口仁 役
- 30 thirty（1997年） - ゴルフ店店長 役
- ズッコケ三人組 怪盗X物語（1998年） - 山中真之介 役
- 静かなるドン THE MOVIE（2000年） - 坂本健 役
- ウルトラマンコスモス THE FIRST CONTACT（2001年） - アカツキ 役
- 難波金融伝 ミナミの帝王 スペシャルVer.50金貸しの掟（2004年） - 藤木 役
- 桜田門外ノ変（2010年、東映）
- 信虎（2021年11月）- 春日（香坂）弾正忠 役
- 虎の流儀 ～旅の始まりは尾張 東海死闘編～（2022年） - 笠寺 役[5]
  - 虎の流儀 ～激突！ 燃える嵐の関門編～（2022年）

### 舞台
- スーパーミュージカル「源氏物語」 作：紫式部、脚本・演出：村井秀安（1993年11月8日 - 12月16日、芝メルパルクホール他） - 頭の中将 役
- 夢に舞う女たち ～エドの舞踏会～（1993年）
- 信濃路婿とり物語 ～縁は異なもの恋なもの～（2000年）
- 友情〜秋桜のバラード
  - 2004年・2005年 - 野本信吾 役
  - 2006年・2008年 - 岡野医師 役
- ディレクション（2007年）
- 帰って来た蛍 〜神々のたそがれ〜（2010年） - 鳥濱義勇 役[注 5]
- 坂本冬美 藤あや子「恋はいたずら」（2011年1月5日 - 27日、博多座）
- ジンギスカン 〜わが剣、熱砂を染めよ〜（2011年10月3日-13日、渋谷区文化総合センター大和田） - サングン 役
- シズウェは死んだ!?（2012年）[注 6][6]
- 藤あや子特別公演「滝の白糸」（2013年） - 村越欣弥 役
- 日本の面影（2014年）
- 氷川きよし特別公演「限界突破の七変化 恋之介旅日記」（2020年）
- RED WING ～愛と理想の果てに～（2021年）
- サンセットメン（2022年）
- 音楽朗読劇 THE LITTLE MATCH GIRL 〜アンデルセン童話「マッチ売りの少女」より〜（2023年）[7]

### Vシネマ
- 静かなるドン 1 - 4（1991年 - 1993年） - 坂本健
- 首領の女（2002年）全3作 - 桐野貴之(四代目桐野組組長の実弟)
  - 首領の女（2002年1月） - 大泉正男議員の秘書
  - 首領の女2（2002年6月）
  - 首領の女3（2002年11月） - 五代目桐野組組長
- 新・日本の首領（2004年）- 坂本俊宏(右翼連合会会長)
- 実録 広島極道抗争 佐々木哲夫の生涯（2006年） - 土岡組幹部 大西政之(悪魔のキューピー)
- 松方弘樹の名奉行金さん2009（2009年）
- 野望への挑戦 シリーズ（2009年） - 五代目藤堂組 芹沢大二郎
  - 野望への挑戦（2009年5月） - 五代目藤堂組若頭補佐 芹沢組組長
  - 野望への挑戦2,完結編（2009年6月,7月） - 五代目藤堂組若頭 芹沢組組長
- 標的 TARGET（2009年）全2作 - 鳴澤(スナイパー)
- 白竜10 白竜VS.黒竜（2010年） - センチュリーカンパニー社長 チャン・リー(通称・黒竜、香港の実業家)
- ジャングルクロウ!（2010年） - 浅井組組長
- 漆黒の男たち（2018年） - 竹宮連合二階堂組組長 二階堂正樹
- 覇者の掟 第五章（2019年） - 京浜連合本部長 桜井組組長 桜井真三
- 影と呼ばれた男たち2（2020年） - 警視庁城西警察署 マル暴 刑事 ヒラノ(元・公安)
- 首領(ドン)1・2・3（2020年） - 大阪 萬田組若頭 後藤組組長 後藤健太郎
- 日本統一45・46（2021年5月）- 尾道 テキヤ大場一家会長 大場喜朗

### バラエティ
| 期間               | 期間               | 番組名                           | 役職               |
| ------------------ | ------------------ | -------------------------------- | ------------------ |
| 芸能界デビュー当初 | 芸能界デビュー当初 | 料理バンザイ!（テレビ朝日）      | コーナーレポーター |
| 1994年10月         | 1997年3月          | スーパーモーニング（テレビ朝日） | 総合司会           |
| 2006年10月         | 2007年3月          | 感涙!時空タイムス（テレビ東京）  | 時空記者担当       |

### CM
- 西松建設（1992年）
- はぴねすくらぶ「野菜de活きるカラダ。」
- カドス・コーポレーション

## 社会貢献活動
- 環境省エコチル調査サポーター